# ديفيد لوي (باحث)
ديفيد روبرت لوي (بالإنجليزية: David Loy)‏ (ولد عام 1947) باحث أمريكي ومؤلف ومعلم مرخص لتعاليم فرقة سانبو زن من بوذية زن اليابانية.

## سيرته الذاتية

### بداية حياته
ولد لوي في منطقة قناة باناما. كان أبوه في البحرية الأمريكية؛ لذا سافرت العائلة كثيرًا. درس في كلية كارلتون في مينيسوتا، وأمضى سنته الجامعية الأولى مسافرًا في الخارج يدرس الفلسفة في كلية الملك في لندن. بعد تخرجه عام 1969 انتقل إلى سان فرانسيسكو ومن ثم إلى هاواي حيث بدأ ممارسة بوذية زن.

### دراسته لطريقة زن
في عام 1971، بدأ ممارسة الزن مع يامادا كون روشي وروبرت أتيكن في هاواي.
في عام 1984 انتقل إلى كاماكورا في اليابان ليستمر في ممارسة الزن مع يامادا كون روشي مدير سانبو كيودان.
أكمل دراسته الرسمية للكوان في عام 1988 مع يامادا كون ونال اسم الدارما تيتسو أون «سحابة الحكمة».

### مسيرته المهنية
اهتمام لوي الرئيسي هو الحوار بين البوذية والعصرية، وتحديدًا فيما يخص الأمور الاجتماعية المتضمنة في التعاليم البوذية. بالإضافة إلى المحاضرات الأكاديمية فقد قدم ورشات وقاد اجتماعات تأملية في الولايات المتحدة وحول العالم.
نال لوي درجة الماجستير في الفنون في الفلسفة الآسيوية من جامعة هاواي في 1975، وشهادة دكتوراه في الفلسفة في عام 1984 من جامعة سنغافورة الوطنية.
كان معلمًا قديرًا في قسم الفلسفة من جامعة سنغافورة من عام 1978 وحتى 1984.
في عام 1990 عُين لوي أستاذًا للفلسفة والدين في جامعة بونكيو في تشيغاساكي في اليابان حتى يناير 2006 عند قبوله مقعد أفضل عائلة للدين والأخلاق والمجتمع، وهو تعيين زائر في جامعة زافيير في سينسيناتي (أوهايو) انتهى في سبتمبر عام 2010.
في يونيو 2014 تلقى لوي شهادة دكتوراه فخرية من كليو كارلتون، التي درس فيها أولى مراحله الجامعية، عن مساهماته للبوذية في الغرب. أعاد في أبريل 2016 شهادته الفخرية إلى كلية كارلتون إظهارًا لاحتجاجه على استثمار المؤسسة في منظمات تنتج الوقود الأحفوري.
يقدم لوي محاضرات وورشات عمل واجتماعات تخص العديد من الموضوعات، مركزًا أكثر على المواجهة بين البوذية والعصرية: ما يمكن لكل منهما أن يتعلمه من الآخر. هو معني بشكل خاص بالقضايا الاجتماعية والبيئية.

## مؤلفاته
بالإضافة إلى العديد من الأوراق البحثية والمقالات الشهيرة، فإن لوي مؤلف العديد من الكتب عن الفلسفة المقارنة والأخلاق الاجتماعية ومنها:
- اللاثنوية: دراسة في الفلسفة المقارنة (نيو هيفن، كون: مطبعة جامعة ييل، 1988). صدرت طبعة بغلاف ورقي عن مطبعة هيومانيتيز في 1997. وصدرت طبعة باللغة الألمانية (ترجمها كليمنس ويلهلم) في عام 1998. وصدرت نسخة إسبانية (من ترجمة فيرناندو مورا وديفيد غونزالز راغا) عن مطبعة كايروس في عام 2000. راجع الكتاب روبرت زوشنر وكارل ه. بوتر.
- النقص والتفوق: مشكلة الموت والحياة في العلاج النفسي والوجودية والبوذية (أتلانتيك هايلاندز، نيو جيرسي: مطبعة هيومانيتيز، 1996). نال الكتاب جائزة كتاب فريدريك ج. سترينغ الصادرة عن جمعية الدراسات البوذية المسيحية لعام 1999 كأفضل كتاب للعام. صدرت طبعة بغلاف ورقي عن دار هيومانيتي بوكس (اسم ناشر لمطبعة بروميثيوس) في عام 2000.
- التاريخ البوذي للغرب: دراسات في الاحتياج (مطبعة سَني، 2002).
- الاستيقاظ العظيم: نظرية اجتماعية بوذية (بوسطن: منشورات ويزدوم، 2003). صدرت طبعة إسبانية (ترجمة فيسينتي ميرلو) عن مطبعة كايروس في 2004. صدرت ترجمة تشيكية عن مطبعة يوجينيا في 2006.
- دارما التنانين والشياطين: المواضيع البوذية في الفانتازيا المعاصرة (بوسطن: منشورات ويزدوم، 2004). وشاركته في تأليف الكتاب زوجته ليندا غودهيو. وصل إلى النهائيات في التنافس على جائزة منحة الشاعرية الأسطورية في دراسات الأسطورة والخيال لعام 2006.
- المال، الجنس، الحرب، الكارما: ملاحظات لثورة بوذية (منشورات ويزدوم، 2008). ترجم ونشر باللغات الإسبانية والإيطالية والفرنسية والهولندية والكورية والتايلندية واليابانية والإستونية.
- الوعي المقيد وغير المقيد: مقالات بوذية (مطبعة سَني، 2009).
- العالم مصنوع من قصص (منشورات ويزدوم، 2010).
- طريق بوذي جديد: التنوير والتطور والأخلاق في العالم المعاصر (منشورات ويزدوم، 2015).
- الدارما البيئية: التعاليم البوذية للأزمة البيئية (منشورات ويزدوم، 2019).

يركز كتاب اللاثنوية على لاثنوية الموضوع والغرض في البوذية والفيدانتا والطاوية، مع الإشارة إلى عدة مفكرين غربيين بينهم ويتغنستاين وهيديغر. الحجة الرئيسية هي أن هذه الأنظمة الآسيوية الثلاثة يمكن أن تكون محاولات مختلفة لوصف نفس التجربة (أو تجربة شديدة التشابه). تصنيفات البوذية (اللانفس، عدم الدوام، السببية، الطريق الثماني) وأدفايتا فيدانتا (النفس الكلية، والزمن والسببية كمايا، واللاطريق) هما «مرآتان» لبعضهما. في النهاية يصبح من الصعب تمييز الكائن عديم الشكل (براهمان) من اللاكائن عديم الشكل (شونياتا). يمكن فهم البوذية على أنها وصف أكثر ظواهرية للاثنوية، أما الفيدانتا فوصفها أكثر ميتافيزيقية.

## وصلات خارجية
- David Loy Organisation